# Franz Danzebrink
Franz Xaver Danzebrink (* 28. Dezember 1899 in Prüm; † 13. Juni 1960 in Bonn) war ein deutscher Politiker (Zentrum, NSDAP). Er war von 1930 bis 1945 Oberbürgermeister der Stadt Fulda.

## Leben und Beruf
Danzebrink war der Sohn des Gymnasial-Oberlehrers Heinrich Danzebrink. Danzebrink, der katholischer Konfession war, heiratete Margarete, geborene Enders, die Tochter des Fabrikbesitzers Eduard Küster aus Stadtoldendorf.
Danzebrink besuchte das Gymnasium Prüm und legte dort im Mai 1917 das Abitur ab. Danach leistete er bis 1918 Kriegsdienst an der Westfront. 1919 bis 1921 studierte er Rechtswissenschaften und Volkswirtschaft an den Universitäten Freiburg, Frankfurt, Bonn und Köln und legte im Mai 1921 das Referendariatsexamen („ausreichend“) ab. Im gleichen Jahr legte er das Rigorosum („magna cum laude“) ab und wurde am 13. Februar 1923 in Köln zum Dr. jur. promoviert. Im Januar 1925 legte er in Berlin die zweite Staatsprüfung („voll befriedigend“) ab. Am 1. August 1925 wurde er juristischer Hilfsarbeiter des Magistrats Fulda. Zum 1. April 1926 wurde er zum Magistratsassessor und Leiter der Wohlfahrtsabteilung, am 1. April 1927 zum Magistratsrat befördert.
Danzebrink war Mitglied des Zentrums und 1929 Spitzenkandidat seiner Partei bei der Wahl des kurhessischen Kommunallandtags. Nach der Wahl wurde er zweiter Vorsitzender des Kommunallandtags.
Am 22. März 1930 wurde er als einer von 56 Bewerbern zum Oberbürgermeister von Fulda gewählt und am 10. April 1930 bestätigt. Am 22. April 1930 erfolgte die Amtseinführung. Am 17. August 1937 beantragte er die Aufnahme in die NSDAP und wurde rückwirkend zum 1. Mai desselben Jahres aufgenommen (Mitgliedsnummer 5.401.591). Danzebrink blieb bis 1945 Oberbürgermeister. Im Zweiten Weltkrieg leistete er jedoch erneut Kriegsdienst, wurde Oberleutnant und geriet 1945 in amerikanische Gefangenschaft.
Nach der Entlassung aus der Kriegsgefangenschaft wurde er 1948 in Fulda als NS-„Mitläufer“ eingestuft; er arbeitete zunächst als juristischer Hilfsarbeiter und wurde Mitte der 1950er Jahre Ministerialrat im Bundesinnenministerium, bevor er 1958 in den Ruhestand trat.

## Nachwirkung
Die Dr.-Danzebrink-Straße in Fulda ist nach ihm benannt. Die Initiative Fulda stellt sich quer forderte im Jahr 2015 die Umbenennung dieser Straße; 70 Jahre nach dem Ende der Nationalsozialistischen Gewaltherrschaft dürfe keine Straße mehr nach einem NSDAP-Mitglied benannt sein. Ende Mai 2015 setzte der Magistrat der Stadt Fulda eine Kommission ein, die die Rolle Danzebrinks während der NS-Zeit historisch beleuchten und neu bewerten sollte. Die eingesetzte Kommission konnte sich auf kein einheitliches Ergebnis einigen und legte dem Magistrat divergierende Einzelvoten vor. Der Magistrat beschloss daraufhin im Jahr 2016 die Stadtgeschichte der NS-Zeit und das Verwaltungshandeln durch eine wissenschaftliche solide und breit angelegte Untersuchung aufarbeiten zu lassen.
Infolgedessen wurde an Alexander Cramer, Doktorand am Institut für Neueste Geschichte an der Philipps-Universität Marburg, ein Promotionsstipendium vergeben mit dem Thema Rolle der Stadtverwaltung und Danzebrinks in der NS-Zeit.
Aus der seit März 2022 vorliegenden Arbeit Cramers geht hervor, dass sich für Franz Danzebrink keine direkte Beteiligung an NS-Verbrechen nachweisen lasse. Allerdings komme ihm „gerade wegen seiner ursprünglichen Gegnerschaft zur NS-Ideologie eine große regimestabilisierende Bedeutung zu, indem er jene Bevölkerungskreise, die dem NS-Staat kritisch gegenüberstanden, für die neuen Machthaber gewann“, wie es in der Begründung zu einer Beschlussvorlage der Stadtverordnetenversammlung heißt. Daraufhin beschloss die Stadtverordnetenversammlung am 23. Mai 2022 mit großer Mehrheit eine Umbenennung der Dr.-Danzebrink-Straße vorzunehmen. Das Porträt in der Ehrengalerie der ehemaligen Oberbürgermeister im Fuldaer Stadtschloss soll dagegen verbleiben, jedoch ergänzt um eine Informationstafel mit Erläuterungen zur Rolle Danzebrinks während der NS-Zeit.